# میکویان اسکت
میکویان اسکیت (به روسی: Скат) به معنی «سفره ماهی»، یک طرح مفهومی از پهپاد تهاجمی با پیکربندی بال پرنده است که در سال ۲۰۰۷ از سوی میکویان رونمایی شد. این طرح در حد یک ماک آپ باقی ماند و هرگز نمونه‌ای از آن ساخته و آزمایش نشد.

## مشخصات
ویژگی‌های عمومی
خدمه: بدون خدمه
طول: ۱۰٫۲۵ متر
بال: ۱۱٫۵ متر
پیشرانه: ۱ × کلیموف RD-5000B
حداکثر سرعت: ۸۰۰ کیلومتر / ساعت (۴۹۷ مایل در ساعت)
سقف پرواز: ۱۲۰۰۰ متر (۳۹۳۷۰ فوت)
جنگ‌افزار
تا ۲ تن سلاح در محفظه‌های داخلی